# ルーズベ・チェシュミー
ルーズベ・チェシュミー（ペルシア語: روزبه چشمی、Rouzbeh CheshmiまたはRoozbeh Cheshmi、1993年7月24日 - ）は、イラン・テヘラン出身のサッカー選手。ウム・サラルSC所属。イラン代表。ポジションはDF。

## 経歴
2015年6月30日、エステグラルFCに2年契約で移籍した。

### 代表
AFC U-23選手権2016出場、同大会ではキャプテンをつとめた。
A代表初出場は、2017年8月31日2018 FIFAワールドカップ・アジア3次予選の韓国戦。
2018 FIFAワールドカップを戦うイラン代表の本大会メンバーに選出された。

## 代表歴

### 出場大会
- イラン代表
  - 2018 FIFAワールドカップ
  - 2022 FIFAワールドカップ

### 試合数
- 国際Aマッチ 30試合 2得点（2017年-）[4]

| イラン代表 | 国際Aマッチ | 国際Aマッチ |
| 年         | 出場        | 得点        |
| ---------- | ----------- | ----------- |
| 2017       | 5           | 0           |
| 2018       | 10          | 1           |
| 2019       | 3           | 0           |
| 2020       | 0           | 0           |
| 2021       | 0           | 0           |
| 2022       | 4           | 1           |
| 2023       | 8           | 0           |
| 2024       |             |             |
| 通算       | 30          | 2           |